# Ново-Хамідіє
Ново-Хамідіє (рос. Ново-Хамидие) — село у Терському районі Кабардино-Балкарії Російської Федерації.
Орган місцевого самоврядування — сільське поселення Ново-Хамідіє. Населення становить 771 особа.

## Історія
Згідно із законом від 27 лютого 2005 року органом місцевого самоврядування є сільське поселення Ново-Хамідіє.

## Населення
| 1979 | 1989  | 2002 | 2010 |
| ---- | ----- | ---- | ---- |
| 1419 | ↘1167 | ↘876 | ↘771 |